# Nioumamilima
Nioumamilima ist ein Dorf auf der Insel Grande Comore (Ngazidja) in den Komoren. 2016 wurden ca. 1000 Einwohner geschätzt.

## Geographie
Der Ort liegt im Süden der Insel am Hauptkamm des Karthala-Vulkans zwischen Dzouadjou (SW), Kourani (W), Nioumadzaha Mvoumbari (O) und Simboussa (S). Im Ort kreuzen die Straßen RN 5 und RR 125.
Es gibt zwei Friedhöfe und einen Kindergarten.

## Geschichte
Viele Einwohner des Dorfes wurden früher in größere Städte umgesiedelt, wo Araber lebten um sie zu islamisieren. Historiker schreiben diese Maßnahmen Iranern oder Schirazi zu. Die Einwohner kehrten nach einiger Zeit zurück und gründeten in Nioumamilima Koranschulen und Moscheen. Die Islamgelehrten wurden als „Dorfkämpfer“ bezeichnet. Im Ort gibt es heute 27 Moscheen und 5 Koranschulen.
Das Gebiet ist eine der fruchtbarsten Gebiet in der Region Badjini. Unter anderem werden Vanille und Gewürznelken angebaut.

## Klima
Nach dem Köppen-Geiger-System zeichnet sich Nioumamilima durch ein tropisches Klima mit der Kurzbezeichnung Af aus.